# Deltamys kempi
Deltamys kempi és una espècie de mamífer rosegador de la família dels cricètids. Viu a l'Argentina, el Brasil i l'Uruguai. S'alimenta d'insectes i plantes. El seu hàbitat natural són els aiguamolls i biomes similars. Està amenaçat per l'expansió de l'agricultura (arrossars) i les zones urbanes. Aquest tàxon fou anomenat en honor del comptable i naturalista Robin Kemp.